# Тайюань (космодром)
38°50′57″ пн. ш. 111°36′29″ сх. д. / 38.8491° пн. ш. 111.608° сх. д.

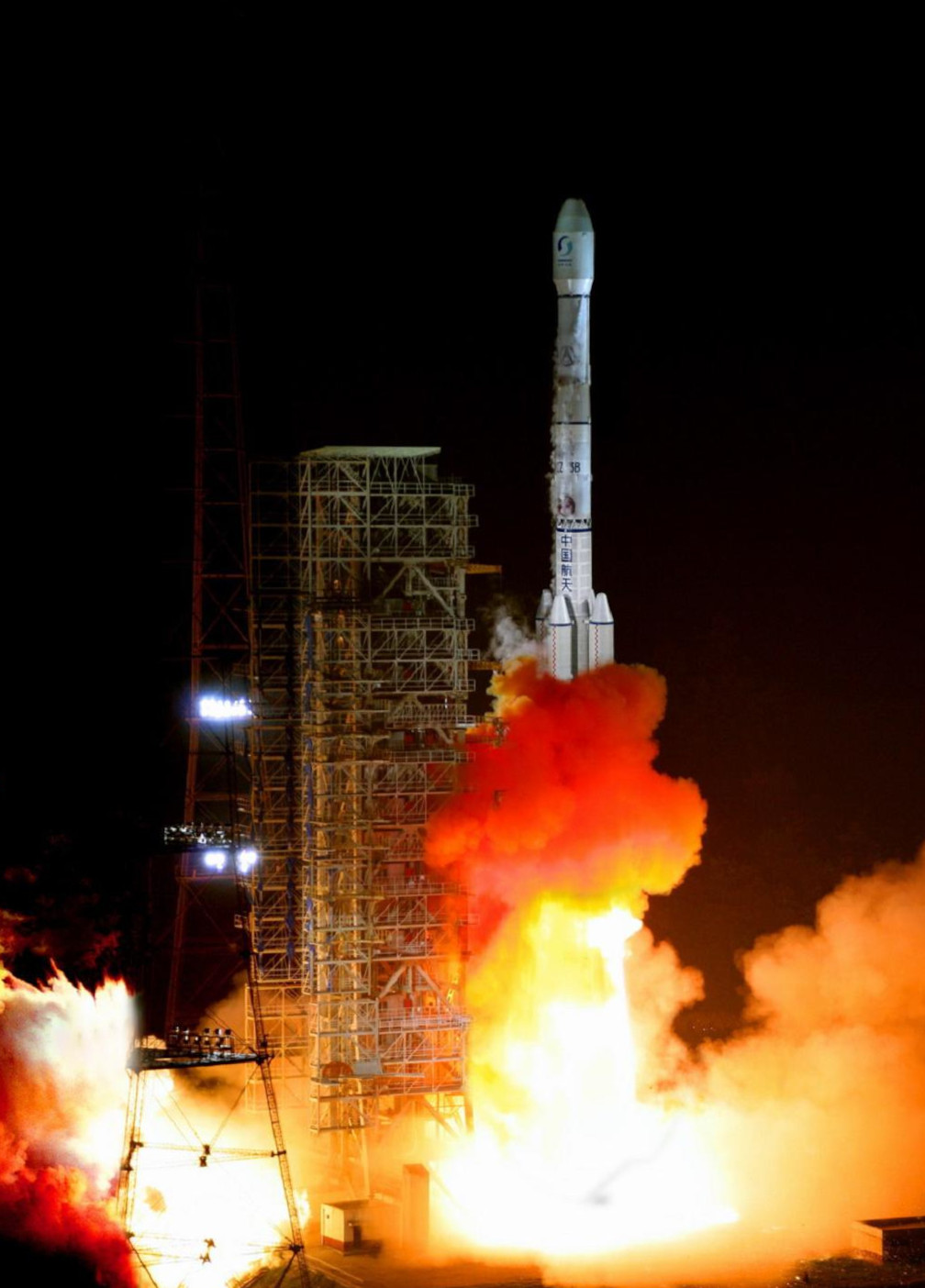
Старт ракети на космодромі Тайюань

Тайюа́нь (Tàiyuán Wèixīng Fāshè Zhōngxīn) — китайський космодром в північній провінції Шаньсі, поблизу міста Тайюань. Розташований на висоті 1500 метрів над рівнем моря. Діє з 1968 року.

## Розташування космодрому
Космодром Тайюань (колишня назва Учжай) діє з 1988 року. Він призначений для запуску КА на полярні і сонячно-синхронні орбіти. Спочатку використовувався для випробувань балістичних ракет. Космодром Тайюань розташований в північно-західній частині провінції Шаньсі, біля міста Тайюань.

## Технічна характеристика
Площа його території становить 375 кв.км. Умовний географічний центр має координати: 38 град.30 хв. с.ш. і 111 град.35 мін. в.д. Діапазон азимутів пуску РН становить 180—275 град.
На космодромі Тайюань розташовані пускова установка, вежа технічного обслуговування і два сховища рідкого палива. Передстартова підготовка РН і КА робиться на технічній позиції. З цього космодрому виводяться на орбіту КА дистанційного зондування, а також метеорологічні і розвідувальні.
В перших двох орбітальних пусках з космодрому Тайюань використовувалася РН CZ — 4A (це РН CZ — 2C з новим третім ступенем на паливі тривалого зберігання). Через сім років відбувся третій запуск — перший політ РН CZ — 2C/SD. При цьому замість третього ступеня для виводу на орбіту двох макетів КА Iridium у вересні 1997 р. застосовувався диспенсер SM. Далі було зроблено ще шість запусків цієї РН. При кожному запуску на орбіту виводилася пара КА Iridium. Останній такий пуск відбувся в червні 1999 р.
Через місяць ракета CZ — 4B вивела на сонячно-синхронну орбіту метеосупутник FY — 1, а в жовтні 1999 р. — китайсько-бразильський супутник CBERS. У вересні 2000 р. з цього космодрому був запущений КА CBERS — 2.